# Grań główna Tatr Zachodnich
Szczyty i przełęcze Tatr Zachodnich wymienione w kolejności ich występowania w grani głównej Tatr od Liliowego do Huciańskiej Przełęczy.

## Liliowe – Suchy Wierch Kondracki
Źródło
- Liliowe
- Liliowa Kopka
- Wyżnie Liliowe
- Beskid
- Sucha Przełęcz
- Kasprowy Wierch
- Goryczkowa Przełęcz nad Zakosy
- Pośredni Goryczkowy Wierch
- Goryczkowa Przełęcz Świńska
- Goryczkowa Czuba
- Wysokie Wrótka
- Wysoka Sucha Czuba
- Niskie Wrótka
- Pośrednia Sucha Czuba
- Skryte Wrótka
- Mała Sucha Czuba
- Gładki Przechód
- Suchy Wierch Kondracki

## MasywCzerwonych Wierchów
Źródło
- Przełęcz pod Kopą Kondracką
- Kopa Kondracka
- Małołącka Przełęcz
- Małołączniak
- Litworowa Przełęcz
- Krzesanica
- Mułowa Przełęcz
- Ciemniak
- Tomanowe Stoły
- Mała Przełączka
- Głazista Turnia
- Tomanowa Przełęcz

## Suchy Wierch Tomanowy – Wołowiec (granica Polski)
Źródło
- Suchy Wierch Tomanowy
- Tomanowy Wierch Polski
- Tomanowa Kopa
- Smreczyńska Przełęcz
- Smreczyński Wierch
- Hlińska Przełęcz
- Mała Kamienista[4]
- Kamienista
- Pyszniańska Przełęcz
- Błyszcz (ok. 50 metrów na południe od osi głównej grani)[5]
- Banista Przełęcz
- Liliowe Turnie
- Liliowy Karb
- Siwy Zwornik
- Gaborowa Przełęcz
- Starorobociański Wierch
- Starorobociańska Przełęcz
- Kończysty Wierch
- Jarząbcza Przełęcz
- Kopa Prawdy
- Jarząbczy Wierch (ok. 100 metrów na południe od osi głównej grani)[6]
- Niska Przełęcz
- Łopata
- Dziurawa Przełęcz
- Wołowiec

## Rohacze
Źródło
- Jamnicka Przełęcz
- Rohacz Ostry
- Rohacka Przełęcz
- Rohacz Płaczliwy
- Smutny Zwornik
- Smutna Przełęcz
- Trzy Kopy
  - Przednia Kopa (Skrajna Kopa, Wysoka Kopa)
  - Drobna Kopa
  - Szeroka Kopa
- Hruba Przehyba
- Hruba Kopa
- Przełęcz nad Zawratami
- Banówka
- Banikowska Przełęcz
- Pachoł
- Spalona Przełęcz
- Spalona Kopa
- Zadnia Salatyńska Przełęcz
- Salatyńska Kopa
- Mały Salatyn
- Pośrednia Salatyńska Przełęcz
- Salatyński Wierch
- Skrajna Salatyńska Przełęcz
- Brestowa
- Brestowa Kopa
- Zuberski Wierch

## Masyw Siwego Wierchu
Źródło
- Palenica Jałowiecka
- Siwy Wierch
- Rzędowe Skały
- Siwy Przechód
- Zadnia Siwa Kopa[4]
- Siwa Kopa
- Mała Siwa Kopa[4]
- Biała Przełęcz
- Biała Skała
- Białe Wrótka
- Mała Biała Skała
- Białe Siodło

## Jaworzyńska Kopa – Huciańska Przełęcz
Źródło
- Jaworzyńska Kopa
- Wyżnia Huciańska Przełęcz
- Huciański Beskid
- Pośrednia Huciańska Przełęcz
- Huciańska Grapa
- Huciańska Przełęcz